# 単位記号
単位記号（たんいきごう、unit symbol）とは、計量単位を示す記号である。計量法においては「計量単位の記号」または単に「記号」としている。
単位記号は、日本では計量法第7条に基づき、計量単位規則で定められている。国際単位系 (SI) においては、国際単位系国際文書第9版 (2019年) で定められている。両者に共通する計量単位についての単位記号は完全に同一である。
SI接頭語の記号（k, M, G, c, m, µ など）は、それ単独では単位記号ではないが、単位記号と結合して新しい単位記号を形成するので、ここで言及する。

## 文字種
法定計量単位やSI単位においては、単位記号はほとんどが1文字または数文字のラテン文字によって表記される。SI接頭語記号も同じである。ごく少数であるがラテン文字以外の文字種も用いられており、次のとおりである。
- ギリシャ文字 : Ω、µ[注 2]、γ、λ
- ダイアクリティカルマークが付されたラテン文字 ： Å
- 特殊記号：%、‰、∼[注 3]、°、′、″、°C、°F
- 下付き文字：例：mH2O、calt

組立単位の場合は、上記に加えて、べき乗を表す数字（例：m3、m s-2）、分数を構成するための斜線「 / 」、積を表す中黒「・」が用いられる。

## SI接頭語の記号
SI接頭語の記号を単位記号に結合して作られたグループは、元の単位の倍量および分量（倍量・分量単位）を表す新しい不可分な単位記号を形成し、それらを正または負の指数でべき乗することができる。また、他の単位記号と組み合わせて合成単位記号を形成することもできる。
- SI接頭語の記号と単位記号の間にスペースを空けずに表記する。スペースを挟んで表記するとそのスペースは掛け算を意味する（スペース#単位記号の積）ので、別の意味になってしまう。

## 記法
単位記号の記法において注意すべき点は以下である。
- 単位記号・SI接頭語記号は、直立体で表記する。（注）これに対して、量の記号はイタリック体で表記する。
- 大文字と小文字の別を厳格に守る（#誤りやすい表記）。
- 単位記号は複数形にはしない。（注）これに対して、欧文で単位記号ではなく、単位名（例えば metre）を用いる場合は、3.2 metres のように複数形にする。
- 単位記号の後にはピリオドを付けない。ただし文章（特に欧文）の終わりに単位記号が示されるときはピリオドがあっても良い。
- 単位記号に、量の性質に関する追加情報を付けてはならない。　例：最大電位差は、Umax = 1000 V と書く。U = 1000 Vmax　 とはしない[5]。

なお計量法体系の規定では、ラテン文字・数字についての全角・半角の概念そのものがないので、全角表記も半角表記も用いることができる。

### 組立単位の表記
SI基本単位（7個）の記号と固有の記号を持つSI組立単位（22個）の記号を組み合わせて、様々な量について単位記号を構成することができる。その場合の記法は次の通りである。

#### 単位の積
- 2つ以上の単位の積で新しい単位を表現する場合は，次の例のいずれかの記法を用いる。
  - N·m　積の記号は中黒「・」
  - N.m　積の記号はピリオド「.」  [注 4]
  - N m　積の記号はスペース（通常は半角スペース（en:thin space））

単位記号と接頭語記号が同じとなる、m（メートルのm、ミリのm），T（テスラのT、テラのT），h（時のh、ヘクトのh）が使われる場合は誤解が生じないように注意する。

#### 単位の商
- 単位同士の商の形で新しい単位を表現する場合は次の例のいずれかの記法を用いる。ただし，斜線による記法では，同一行に２つ以上の斜線を入れてはいけない。複雑な構成の単位の場合は負のべき乗または括弧を用いる。
  - m/s2       （m/s/sは不可）
  - m·s-2
  - J/(mol·K)     （J/mol/Kは不可）
  - J·mol-1·K-1

#### 注意すべき単位の積
仕事、熱量および電力量の3つの物象の状態の量（物理量）は、いずれも広義ではエネルギーと同じ物理量であって、同じ計量単位（ジュール、ワット秒またはワット時）で表される。このうち、ワット秒とワット時については、仕事・熱量を表す単位記号と電力量を表す単位記号は以下のように異なっている（キロワット時#単位記号）。
- 仕事および熱量の単位記号：W・s（ワット秒）、W・h（ワット時）、kW・h（キロワット時）
- 電力量の単位記号：Ws（ワット秒）、Wh（ワット時）、kWh（キロワット時）

すなわち、電力量の単位記号は、中黒「・」を挟まない記号と規定されている。電力量計は特定計量器の一つであり、記号として「kW・h」を用いると検査に合格できない。

### SI接頭語との組み合わせ
SI接頭語を組み合わせる単位記号の表記方法は次のとおりである（SI接頭語#使用法も参照）。
- 接頭語記号は、その前後の文章の様式にかかわらず[注 6]、単位記号と同様に立体で表記する。
- 接頭語記号と単位記号の間にはスペースを空けずに表記する。
- 接頭語は１つだけを用い，µµF（マイクロ マイクロ ファラド）やmmm（ミリ ミリ メートル）のように２つ以上重ねてはならない。pF（ピコ ファラド）やµm（マイクロ メートル）のように表す。なお質量の単位 kg（キログラム）はすでに接頭語が付いているので，10-6 kgを示すのに，µkg ではなく、mg のようにグラムに接頭語を付ける。

### 誤りやすい表記
誤って表記されやすい単位記号の例としては次のものがある。
- 10 Kg →　正しくは、10 kg
- 30 M  →　正しくは、30 m
- 60 HZ →　正しくは、60 Hz
- 50 sec →　正しくは、50 s
- 10 ℓ →　正しくは、10 l または 10 L

以下は、国際単位系国際文書における誤りの例である。
単位の名称の省略語や単位記号の省略語を使ってはならない。
- sec →　正しくは、s　または秒 (second)  （再掲）
- sq.mm →　正しくは、mm2 または平方ミリメートル (square millimetre)
- cc →　正しくは、cm3または立方センチメートル (cubic centimetre)
- mps　→　正しくは、m/s メートル毎秒 (metre per second)

### 大文字で始まる記号
大文字で始まる単位記号は、人名に由来するものが多いが、全てがそうではない。

#### 人名に由来
人名に由来する単位記号は、その最初の文字は大文字である。SI単位では、次のものが該当する。
- 基本単位：A（アンペア）、K（ケルビン）
- 組立単位：Hz（ヘルツ）、N（ニュートン）、Pa（パスカル）、J（ジュール）、W（ワット）、C（クーロン）、V（ボルト）、F（ファラド）、Ω（オーム）、S（ジーメンス）、Wb（ウェーバ）、T（テスラ）、H（ヘンリー）、℃（セルシウス度）、Bq（ベクレル）、Gy（グレイ）、Sv（シーベルト）
- SI併用単位：Da（ダルトン）、Np（ネーパ）、B（ベル）

以下はSI単位ではなく計量法の法定計量単位におけるものである。
- Ci（キュリー）、R（レントゲン）、P（ポアズ）、St（ストークス）、°F（カ氏度）、Å（オングストローム）、Gal（ガル）[注 7]、Torr（トル）

以下は計量法の省令単位におけるものである。
- Bh（重ボーメ度）

#### 人名に由来しないが大文字で始まる記号
次のものはSI併用単位であり、大文字で始まるが、人名に由来する単位記号ではない。
- L(リットル)  「l」(エルの小文字)の他に「L」(エルの大文字)を用いることが許容されている（リットル#l から L へ）。

次のものは法定計量単位であり、大文字で始まるが、人名に由来する単位記号ではない。
- M:（海里）　海面または空中における長さの計量に限る。もう一つの記号はnm。
- T:（トン数）船舶の体積の計量に限る。
- Btu:（英熱量）熱量（ヤードポンド法）
- PS:（仏馬力）工率

次のものは省令単位であり、大文字で始まるが、人名に由来する単位記号ではない。
- D:繊度（デニール）
- Dptr または　D:屈折度（ディオプトリー）：

#### 特別の記号
次の記号は、単独では単位記号とは言えないが、大文字で始まり、それぞれメートルまたはその分量単位と連結して単位記号となる。生体内の圧力の計量または血圧の計量に用いられる。
- 水銀柱：Hg  
  - 水銀柱メートル：mHg
  - 水銀柱センチメートル：cmHg
  - 水銀柱ミリメートル：mmHg
- 水柱：H2O
  - 水柱メートル：mH2O
  - 水柱センチメートル：cmH2O
  - 水柱ミリメートル：mmH2O

### 小文字で始まる記号
人名に由来しない単位記号で、#人名に由来しないが大文字で始まる記号以外の記号は、その最初の文字は小文字で表記される。
小文字で始まるが、途中に大文字が現れる単位記号が2つある。
- eV（電子ボルト）
- dB（デシベル）[注 8] である。

## 2つの単位記号
ほとんどの計量単位については、単位記号はただ一つであるが、2つの単位記号を持つ単位がある。

### 国際単位系(SI)
- リットル：l または L

### 計量法の法定計量単位
- リットル：l または L（再掲）
  - リットルを含む全ての法定計量単位：グラム毎リットル(g/l・g/L)、リットル毎時(l/h・L/h)など8単位
- 回転速度　回毎分：r/min または rpm
- 回転速度　回毎時：r/h または rph
- 濃度
  - 体積百分率：vol% または %
  - 体積千分率：vol‰ または ‰
  - 体積百万分率：volppm または ppm
  - 体積十億分率：volppb または ppb
  - 体積一兆分率：volppt または ppt
  - 体積千兆分率：volppq または ppq
- 海里：M または nm [10]
- 屈折度　ディオプトリー：Dptr または D

## 同一アルファベットによる単位記号
単位記号とSI接頭語の記号には、同じ単一のアルファベット（小文字、大文字）を用いているものがあるので、混同しないように注意しなければならない（#誤りやすい表記）。以下に、その異同を示す（SI単位、SI接頭語、SI併用単位、1999年10月以降の法定計量単位に限る。）。太字の記号は、全く同一の記号である。
| 単位記号 | 単位の名称        | 属性             | SI接頭語の記号 | SI接頭語の名称 |
| -------- | ----------------- | ---------------- | -------------- | -------------- |
| a        | アール            | 非SI単位         | a              | アト           |
| A        | アンペア          | SI基本単位       |                |                |
| C        | クーロン          | SI組立単位       | c              | センチ         |
| °C       | セルシウス度      | SI組立単位       |                |                |
| d        | 日                | SI併用単位       | d              | デシ           |
| D        | デニール          | 省令単位         |                |                |
| D        | ディオプトリー    | 省令単位         |                |                |
| Da       | ダルトン          | SI併用単位       | da             | デカ           |
| F        | ファラド          | SI組立単位       | f              | フェムト       |
| g        | グラム            | SI単位           | G              | ギガ           |
| gal      | ガロン            | ヤード・ポンド法 |                |                |
| Gal      | ガル              | 非SI単位         |                |                |
| h        | 時                | SI併用単位       | h              | ヘクト         |
| H        | ヘンリー          | SI組立単位       |                |                |
| K        | ケルビン          | SI基本単位       | k              | キロ           |
| m        | メートル          | SI基本単位       | m              | ミリ           |
| M        | 海里              | 非SI単位         | M              | メガ           |
| N        | ニュートン (単位) | SI組立単位       | n              | ナノ           |
| P        | ポアズ            | 非SI単位         | P              | ペタ           |
|          |                   |                  | q              | クエクト       |
|          |                   |                  | Q              | クエタ         |
|          |                   |                  | r              | ロント         |
|          |                   |                  | R              | ロナ           |
| s        | 秒                | SI基本単位       |                |                |
| S        | ジーメンス        | SI組立単位       |                |                |
| t        | トン              | 非SI単位         |                |                |
| T        | テスラ            | SI組立単位       | T              | テラ           |
| T        | トン(船舶の体積)  | 非SI単位         |                |                |
|          |                   |                  | y              | ヨクト         |
|          |                   |                  | Y              | ヨタ           |
|          |                   |                  | z              | ゼプト         |
|          |                   |                  | Z              | ゼタ           |

### 異なる計量単位の同一の単位記号
次に掲げる単位記号 rad、T、oz、fl oz、D は、異なる計量単位、異なる定義であるにもかかわらず、計量法においては全く同一の単位記号となっており、極めて紛らわしい。
| 単位記号 | 物象の状態の量 | 単位の名称 | 属性                   | 定義                                       |
| -------- | -------------- | ---------- | ---------------------- | ------------------------------------------ |
| rad      | 角度           | ラジアン   | SI組立単位             | 円の半径に等しい長さの弧の中心に対する角度 |
| rad      | 吸収線量       | ラド       | 非SI単位、法定計量単位 | 0.01 Gy                                    |

過去の国際単位系国際文書においては、ラドの記号は、紛らわしい場合は、rad に替えて rd を使うことができるとされていた。
| 単位記号 | 物象の状態の量 | 単位の名称 | 属性                                                 | 定義                                           |
| -------- | -------------- | ---------- | ---------------------------------------------------- | ---------------------------------------------- |
| T        | 磁束密度       | テスラ     | SI組立単位                                           | 磁束の方向に垂直な面の1 m2につき1 Wbの磁束密度 |
| T        | 体積           | トン       | 特殊の計量に用いる計量単位（船舶の体積の計量に限る） | 1000/353 m3（約2.832 861 m3）                  |

| 単位記号 | 物象の状態の量 | 単位の名称   | 属性                                                 | 定義                       |
| -------- | -------------- | ------------ | ---------------------------------------------------- | -------------------------- |
| oz       | 質量           | トロイオンス | 特殊の計量に用いる計量単位（金貨の質量の計量に限る） | 31.1035 g（正確に）        |
| oz       | 質量           | オンス       | ヤード・ポンド法                                     | 28.349 523 125 g（正確に） |

ヤード・ポンド法を用いる国では、トロイオンスの記号として oz t 、ozt 、oz tr などを用いているので紛れがない。
| 単位記号 | 物象の状態の量 | 単位の名称   | 属性                           | 定義       |
| -------- | -------------- | ------------ | ------------------------------ | ---------- |
| fl oz    | 体積           | 米液用オンス | ヤード・ポンド法、法定計量単位 | 29.5735 mL |
| fl oz    | 体積           | 英液用オンス | ヤード・ポンド法、法定計量単位 | 28.4134 mL |

| 単位記号 | 物象の状態の量 | 単位の名称     | 属性     | 定義                               |
| -------- | -------------- | -------------- | -------- | ---------------------------------- |
| D        | 繊度           | デニール       | 省令単位 | キログラム毎メートルの九百万分の一 |
| D        | 屈折度         | ディオプトリー | 省令単位 | 焦点距離が一メートルである屈折度   |

上記以外に、海里の単位記号である nm （もう一つの記号は M）は、メートルの10-9を表す nm (ナノメートル) と同一であり、かつ両方とも物象の状態の量が「長さ」であり、紛らわしい。ただ、両者のスケール差は1兆倍以上であり、また使用される状況が全く異なるので、実用上で混同されることはまずない。

## 規定の根拠
日本の計量法第7条に基づき、計量単位規則の別表第2（主要な単位：国際単位系 (SI) に係る単位、SI単位のない量についての非SI単位、SI単位のある量についての非SI単位）、別表第3（SI接頭語）、別表第4（特殊の計量に係る単位）、別表第5（省令単位）、別表第6（ヤード・ポンド法による単位）、別表第7（仏馬力）で規定されている。
国際単位系(SI)で規定されている単位については、国際単位系国際文書第9版(2019年)の表2（基本単位）、表4（固有の名称と記号を持つ22個のSI単位）、表5、表6、表7（SI接頭語）、表8（SI併用単位）に示されている。
計量単位規則と国際単位系国際文書第9版(2019年)に共通する計量単位についての単位記号は完全に同一である。

## 規範性

### 計量法
日本の計量法第7条では「計量単位の記号による表記において標準となるべきものは、経済産業省令（計量単位規則）で定める。」としており、単位記号の書き方を一意に規制しているわけではなく、定められた記号以外のものの使用に罰則が伴う規制ではない。
しかしながら、大文字と小文字の区別については大文字と小文字とで違う意味をもつもの（例えば、m（ミリ）、M（メガ））が存在するので、正しく区別して使用すべきである（#同一アルファベットによる単位記号）。

#### 特定計量器
特定計量器に表記する単位記号については、計量単位規則が定める記号を用いなければ検定に合格できず、使用することができない。

### 国際単位系
国際単位系 (SI) においては、定められた正しい単位記号を用いることは必須 (mandatory) である
。ただし国際単位系国際文書は日本における法令ではないので罰則が伴う規制が働くわけではない。

## 単位記号の一覧
以下に計量単位記号をアルファベット順に示す。列挙順序は、特殊文字、アルファベット（小文字、大文字の順）、ギリシャ文字の順である。
- 記載している単位記号の範囲は次のとおりである。
  - 2022年12月時点でのSI基本単位、固有の名称と記号を持つ22個のSI単位、SI併用単位
  - 法定計量単位
  - 1995年～1999年に廃止された法定計量単位
  - 第1版 (1970年) から第8版 (2006年) までの国際単位系国際文書に記載されたことのある非SI単位
  - SI接頭語の記号

- 固有の記号を持たない組立単位（m2、kg/m3、m/s、J/K、Pa s のような単位）およびSI接頭語を付した単位（km、ms、MPa、THz のような単位）は記載していない（ただしSI接頭語の記号そのものは含めている）。

表内の記号の意味は次のとおりである。
- 「物象の状態の量」の欄：計量法に掲げられている89の量の名称である。国際単位系国際文書において、これと異なる量の名称が使用されている場合は注記した。

- 「法定計量単位」の欄：
  - 特：特殊の計量に用いる計量単位 [注 16]
  - ヤ：ヤード・ポンド法による法定計量単位
  - 仏：仏馬力
  - 空欄：上記以外の法定計量単位または計量法で定めたSI接頭語
  - 非：非法定計量単位
  - 省：省令単位（法定計量単位ではない）

- 「SI単位」の欄：
  - 空欄：SI単位または国際単位系国際文書で定めたSI接頭語
  - 併：SI併用単位である非SI単位
  - 非：非SI単位

- 「SI接頭語」の欄：
  - 可：SI接頭語を付することができる
  - 不可：SI接頭語を付することができない
  - 不明：SI接頭語を付することができる/できないが不明

- 備考などの欄
  - SI(年数）：国際単位系国際文書の各年版
  - ページ数：仏語版(1981年以前)または英語版(1985年以降)

| 単位記号 | 計量単位                     | 英語表記                 | 物象の状態の量                               | 法定計量単位 | SI単位 | SI接頭語 | 備考 | 関連単位など                                          |  |
| -------- | ---------------------------- | ------------------------ | -------------------------------------------- | ------------ | ------ | -------- | --- | ----------------------------------------------------- |  |
| ％       | 質量百分率                   | percent                  | 濃度                                         |              | 非     | 不可     | 体積百分率、湿度百分率の単位記号でもある。                                                                               |                                                       |  |
| ‰        | 質量千分率                   | per mille                | 濃度                                         |              | 非     | 不可     | 体積千分率の単位記号でもある。                                                                                           |                                                       |  |
| ∼        | サイクル                     | cycle                    | 周波数                                       | 非           | 非     | 可       | 1997年9月末に廃止 | 別に「c」、「c/s」もあった。kc,Mc,Gc,Tcも。           |  |
| °        | 度                           | degree                   | 角度                                         |              | 併     | 不可     | |                                                       |  |
| ′        | 分                           | minute                   | 角度                                         |              | 併     | 不可     | |                                                       |  |
| ″        | 秒                           | second                   | 角度                                         |              | 併     | 不可     | |                                                       |  |
| a        | アール                       | are                      | 面積                                         | 特           | 非     | 不可     | 土地の面積の計量に限る。                                                                                                 | ha（ヘクタール）はSI併用単位                          |  |
| a        | アト                         | atto                     | ---                                          |              |        | ---      | SI接頭語 |                                                       |  |
| atm      | 気圧                         | standard atmosphere      | 圧力                                         |              | 非     | 不可     | |                                                       |  |
| au       | 天文単位                     | astronomical unit        | 長さ                                         | 非           | 併     | 不明     | | SI(1970)では UA、SI(1998,2006)では ua                 |  |
| A        | アンペア                     | ampere                   | 電流                                         |              |        | 可       | |                                                       |  |
| Å        | オングストローム             | angstrom                 | 長さ                                         | 特           | 非     | 不可     | 電磁波の波長、膜厚または物体の表面の粗さ若しくは結晶格子に係る長さの計量に限る。                                         |                                                       |  |
| AT       | アンペア回数                 | ampere-turn              | 起磁力                                       | 非           | 非     |          | 1997年9月末に廃止 |                                                       |  |
| b        | バーン                       | barn                     | 面積                                         | 非           | 非     | 不明     | |                                                       |  |
| bar      | バール                       | bar                      | 圧力                                         |              | 非     | 可       | |                                                       |  |
| B        | ベル                         | bell                     | (比の対数)                                   | 非           | 併     | 不可     | 「比の対数」は72の物象の状態の量に含まれない。                                                                           | 別にdB(デシベル)がある。                              |  |
| Bh       | 重ボーメ度                   | Baumé degrees (heavy)    | 比重                                         | 省           | 非     | 不可     | |                                                       |  |
| Bq       | ベクレル                     | becquerel                | 放射能                                       |              |        | 可       | |                                                       |  |
| Btu      | 英熱量                       | British thermal unit     | 熱量                                         | ヤ           | 非     | (可)     | 計量法ではSI接頭語の付加を認めていない。                                                                                 |                                                       |  |
| c        | センチ                       | centi                    | ---                                          |              |        | ---      | SI接頭語 |                                                       |  |
| c        | サイクル                     | cycle                    | 周波数                                       | 非           | 非     | 可       | 1997年9月末に廃止 | 別に「~」、「c/s」もあった。kc,Mc,Gc,Tcも。           |  |
| cd       | カンデラ                     | candela                  | 光度                                         |              |        | 可       | 基本単位 |                                                       |  |
| cal      | カロリー                     | calorie                  | 熱量                                         | 特           | 非     | 不可     | 人もしくは動物が接取する物の熱量または人もしくは動物が代謝により消費する熱量の計量に限る。                               | 別にkcal,Mcal,Gcalがある。                            |  |
| calt     | t 度カロリー                 | t° calorie               | 熱量                                         | 非           | 非     |          | 温度がt ℃ のときの熱量。1999年9月末に廃止                                                                                | kcalt,Mcalt,Gcaltも                                   |  |
| cmHg     | 水銀柱センチメートル         | centimetre of mercury    | 圧力                                         | 特           | 非     | 不可     | 生体内の圧力の計量に限る。                                                                                               |                                                       |  |
| cmH2O    | 水柱センチメートル           | centimetre of water      | 圧力                                         | 特           | 非     | 不可     | 生体内の圧力の計量に限る。                                                                                               |                                                       |  |
| ct       | カラット                     | carat                    | 質量                                         | 特           | 非     | 不可     | 宝石の質量の計量に限る。                                                                                                 |                                                       |  |
| C        | クーロン                     | coulomb                  | 電気量                                       |              |        | 可       | |                                                       |  |
| ℃        | セルシウス度                 | degree Celsius           | 温度                                         |              |        | 可       | 湿度の単位記号でもある。                                                                                                 |                                                       |  |
| Ci       | キュリー                     | curie                    | 放射能                                       |              | 非     | 可       | |                                                       |  |
| d        | 日                           | day                      | 時間                                         | (非)         | 併     | 不可     | 計量法では計量単位ではなく暦の単位。                                                                                     |                                                       |  |
| d        | デシ                         | deci                     | ---                                          |              |        | ---      | SI接頭語 |                                                       |  |
| da       | デカ                         | deca                     | ---                                          |              |        | ---      | SI接頭語 |                                                       |  |
| dB       | デシベル                     | decibell                 | 電磁波の減衰量、音圧レベル、振動加速度レベル |              | 併     | 不可     | SIでは量(quantity)は「比の対数」としている。                                                                             | 別にB(ベル)がある。                                   |  |
| dB       | ホン                         | phon                     | 音圧レベル                                   | 非           | 非     | 不可     | 1997年9月末に廃止 |                                                       |  |
| dpm      | 壊変毎分                     |                          | 放射能                                       | 非           | 非     | 不明     | 1995年9月末に廃止 |                                                       |  |
| dps      | 壊変毎秒                     |                          | 放射能                                       | 非           | 非     | 不明     | 1995年9月末に廃止 |                                                       |  |
| dyn      | ダイン                       | dyne                     | 力                                           | 非           | 非     | 可       | 1995年9月末に廃止 |                                                       |  |
| D        | デニール                     | denier                   | 繊度                                         | 省           | 非     | 不可     | |                                                       |  |
| D        | ディオプトリー               | dioptre                  | 屈折度                                       | 省           | 非     | 不可     | もう一つの記号は、Dptr                                                                                                   |                                                       |  |
| Da       | ダルトン                     | dalton                   | 質量                                         | 非           | 併     | 可       | | 同じ単位の別称として統一原子質量単位(u)がある。       |  |
| Dptr     | ディオプトリー               | dioptre                  | 屈折度                                       | 省           | 非     | 不可     | もう一つの記号は、D |                                                       |  |
| eV       | 電子ボルト                   | electron volt            | エネルギー                                   | 非           | 併     | 可       | 「エネルギー」は「物象の状態の量」ではない。対応する物象の状態の量は仕事、熱量、電力量のいずれかである。                 |                                                       |  |
| erg      | エルグ                       | erg                      | 仕事                                         | 非           | 非     | 可       | 1995年9月末に廃止 |                                                       |  |
| E        | エクサ                       | exa                      | ---                                          |              |        | ---      | SI接頭語 |                                                       |  |
| f        | フェムト                     | femto                    | ---                                          |              |        | ---      | SI接頭語 |                                                       |  |
| f        | フェルミ                     | fermi                    | 長さ                                         | 非           | 非     | 不明     | |                                                       |  |
| fl oz    | 米液用オンス                 | US fluid ounce           | 体積                                         | ヤ           | 非     | 不可     | 英液用オンスも同じ記号。                                                                                                 |                                                       |  |
| fl oz    | 英液用オンス                 | imperial fluid ounce     | 体積                                         | ヤ           | 非     | 不可     | 米液用オンスも同じ記号。                                                                                                 |                                                       |  |
| ft       | フートまたはフィート         | foot, feet               | 長さ                                         | ヤ           | 非     | 不可     | |                                                       |  |
| ftH2O    | 水柱フートまたは水柱フィート | foot-H2O                 | 圧力                                         | ヤ           | 非     | 不可     | |                                                       |  |
| F        | ファラド                     | farad                    | 静電容量                                     |              |        | 可       | |                                                       |  |
| °F       | カ氏度                       | degree Fahrenheit        | 温度                                         | ヤ           | 非     | 不可     | |                                                       |  |
| g        | グラム                       | gram                     | 質量                                         |              |        | 可       | | 基本単位は kg(キログラム)                             |  |
| gf       | 重量グラム                   | gram-force               | 力                                           | 非           | 非     | 不可     | 1999年9月末に廃止 | kgf(重量キログラム)、tf(重量トン)                     |  |
| gr       | グレーン                     | grain                    | 質量                                         | ヤ           | 非     | 不可     | |                                                       |  |
| gal      | ガロン                       | gallon                   | 体積                                         | ヤ           | 非     | 不可     | |                                                       |  |
| gon      | ゴン                         | gon                      | 角度                                         | 非           | 非     | 不可     | |                                                       |  |
| G        | ギガ                         | giga                     | ---                                          |              |        | ---      | SI接頭語 |                                                       |  |
| G        | ガウス                       | gauss                    | 磁束密度                                     | 非           | 非     | 可       | 1997年9月末に廃止 | 他の記号Gs,SI(1970),p.16                              |  |
| Gs       | ガウス                       | gauss                    | 磁束密度                                     | 非           | 非     | 可       | 1997年9月末に廃止 | SI(1970),p.16、SI(1991)までの記号                     |  |
| Gy       | グレイ                       | gray                     | 吸収線量、カーマ                             |              |        | 可       | |                                                       |  |
| Gal      | ガル                         | gal                      | 加速度                                       | 特           | 非     | 不可     | | 別にmgal(ミリガル)がある。                            |  |
| Gcal     | ギガカロリー                 | gigacalorie              | 熱量                                         | 特           | 非     | 不可     | 人もしくは動物が接取する物の熱量または人もしくは動物が代謝により消費する熱量の計量に限る。                               | 別にcal,kcal,Mcalがある。                             |  |
| h        | ヘクト                       | hecto                    | ---                                          |              |        | ---      | SI接頭語 |                                                       |  |
| h        | 時                           | hour                     | 時間                                         |              | 併     | 不可     | |                                                       |  |
| ha       | ヘクタール                   | hectare                  | 面積                                         | 特           | 併     | 不可     | 土地の面積の計量に限る。                                                                                                 | 別にa(アール)がある。                                 |  |
| H        | ヘンリー                     | henry                    | インダクタンス                               |              |        | 可       | |                                                       |  |
| Hz       | ヘルツ                       | herz                     | 周波数                                       |              |        | 可       | |                                                       |  |
| in       | インチ                       | inch                     | 長さ                                         | ヤ           | 非     | 不可     | |                                                       |  |
| inHg     | 水銀柱インチ                 | inch-Hg                  | 圧力                                         | ヤ           | 非     | 不可     | |                                                       |  |
| inH2O    | 水柱インチ                   | inch-H2O                 | 圧力                                         | ヤ           | 非     | 不可     | |                                                       |  |
| Jy       | ジャンスキー                 | jansky                   | 電磁波束密度                                 | 非           | 非     | 不明     | SI(1998),p.108 |                                                       |  |
| J        | ジュール                     | joule                    | 仕事、熱量、電力量                           |              |        | 可       | SIではエネルギーの単位でもある。                                                                                         |                                                       |  |
| k        | キロ                         | kilo                     | ---                                          |              |        | ---      | SI接頭語 |                                                       |  |
| kcal     | キロカロリー                 | kilocalorie              | 熱量                                         | 特           | 非     | 不可     | 人もしくは動物が接取する物の熱量または人もしくは動物が代謝により消費する熱量の計量に限る。                               | 別にcal,Mcal,Gcalがある。                             |  |
| kg       | キログラム                   | kilogram                 | 質量                                         |              |        | 不可     | 基本単位。SI接頭語はg(グラム)に付ける。                                                                                  |                                                       |  |
| kat      | カタール                     | katal                    | (酵素活性)                                   | 非           |        | 可       | 酵素活性は72の物象の状態の量に含まれず、取引・証明に用いても問題ない。                                                   |                                                       |  |
| kgf      | 重量キログラム               | kilogram-force           | 力                                           | 非           | 非     | 不可     | 1999年9月末に廃止 | gf(重量グラム),mgf,tf(重量トン),ktf,Mtf               |  |
| kn       | ノット                       | knot                     | 速さ                                         | 特           | 非     | 不可     | 航海または航空に係る速さの計量に限る。                                                                                   | SI(2006),p.127による。計量法での記号は kt である。    |  |
| kt       | ノット                       | knot                     | 速さ                                         | 特           | 非     | 不可     | 航海または航空に係る速さの計量に限る。                                                                                   | 計量法での記号である。SI(2006)p.127では kn であった。 |  |
| K        | ケルビン                     | kelvin                   | 温度                                         |              |        | 可       | 基本単位、SIでの量は熱力学温度                                                                                           |                                                       |  |
| l        | リットル                     | litre                    | 体積                                         |              | 併     | 可       | もう一つの記号は、L |                                                       |  |
| lb       | ポンド                       | pound                    | 質量                                         | ヤ           | 非     | 不可     | |                                                       |  |
| lbf      | 重量ポンド                   | pound-force              | 力                                           | ヤ           | 非     | 不可     | |                                                       |  |
| lm       | ルーメン                     | lumen                    | 光束                                         |              |        | 可       | |                                                       |  |
| lx       | ルクス                       | lux                      | 照度                                         |              |        | 可       | |                                                       |  |
| L        | リットル                     | litre                    | 体積                                         |              | 併     | 可       | もう一つの記号は、l |                                                       |  |
| m        | メートル                     | metre                    | 長さ                                         |              |        | 可       | 基本単位 |                                                       |  |
| m        | ミリ                         | milli                    | ---                                          |              |        | ---      | SI接頭語 |                                                       |  |
| Mdyn     | メガダイン                   | megadyne                 | 力                                           | 非           | 非     | 可       | 1995年9月末に廃止 | 別にdynがあった。                                     |  |
| mGal     | ミリガル                     | milligal                 | 加速度                                       | 特           | 非     | 不可     | |                                                       |  |
| mH2O     | 水柱メートル                 | metre of water           | 圧力                                         | 特           | 非     | 不可     | 生体内の圧力の計量に限る。                                                                                               |                                                       |  |
| mHg      | 水銀柱メートル               | metre of mercury         | 圧力                                         | 特           | 非     | 不可     | 生体内の圧力の計量に限る。                                                                                               |                                                       |  |
| mi       | マイル                       | mile                     | 長さ                                         | ヤ           | 非     | 不可     | 計量法では記号は定められていない。平方マイルの記号はmile2                                                                |                                                       |  |
| min      | 分                           | minute                   | 時間                                         |              | 併     | 不可     | |                                                       |  |
| mol      | モル                         | mole                     | 物質量                                       |              |        | 可       | 基本単位 |                                                       |  |
| mom      | もんめ                       | momme                    | 質量                                         | 特           | 非     | 不可     | 真珠の質量の計量に限る。                                                                                                 |                                                       |  |
| mmHg     | 水銀柱ミリメートル           | millimetre of mercury    | 圧力                                         | 特           | 非     | 不可     | 血圧の計量、生体内の圧力の計量に限る。                                                                                   |                                                       |  |
| mmH2O    | 水柱ミリメートル             | millimetre of water      | 圧力                                         | 特           | 非     | 不可     | 生体内の圧力の計量に限る。                                                                                               |                                                       |  |
| mTorr    | ミリトル                     | millitorr                | 圧力                                         | 特           | 非     | 不可     | 生体内の圧力の計量に限る。                                                                                               | 別にTorr(トル)、µTorr(µトル)がある。                  |  |
| mµ       | ミリミクロン                 | millimicron              | 長さ                                         | 非           | 非     | 不可     | 1997年9月末に廃止 | 別に µ があった。                                     |  |
| M        | メガ                         | mega                     | ---                                          |              |        | ---      | SI接頭語 |                                                       |  |
| M        | 海里                         | nautical mile            | 長さ                                         | 特           | 非     | 不可     | 海面または空中における長さの計量に限る。                                                                                 | 計量法での記号は、Mまたはnmのみに限られる。           |  |
| Mcal     | メガカロリー                 | megacalorie              | 熱量                                         | 特           | 非     | 不可     | 人もしくは動物が接取する物の熱量または人もしくは動物が代謝により消費する熱量の計量に限る。                               | 別にcal,kcal,Gcalがある。                             |  |
| Mx       | マクスウェル                 | maxwell                  | 磁束                                         | 非           | 非     |          | 1997年9月末に廃止 |                                                       |  |
| n        | ナノ                         | nano                     | ---                                          |              |        | ---      | SI接頭語 |                                                       |  |
| nm       | 海里                         | nautical mile            | 長さ                                         | 特           | 非     | 不可     | 計量法での記号は、Mまたはnmのみに限られる。                                                                              |                                                       |  |
| nmi      | 海里                         | nautical mile            | 長さ                                         | 特           | 非     | 不可     | SI(2006)における記号はnmi,M,Nm,NM                                                                                        |                                                       |  |
| N        | ニュートン                   | newton                   | 力                                           |              |        | 可       | |                                                       |  |
| N        | 規定                         | normality                | 濃度                                         | 非           | 非     | 不可     | 1997年9月末に廃止 |                                                       |  |
| Nm       | 海里                         | nautical mile            | 長さ                                         | 特           | 非     | 不可     | SI(2006)における記号はnmi,M,Nm,NM                                                                                        |                                                       |  |
| NM       | 海里                         | nautical mile            | 長さ                                         | 特           | 非     | 不可     | SI(2006)における記号はnmi,M,Nm,NM                                                                                        |                                                       |  |
| Np       | ネーパ                       | neper                    | 比の対数                                     | 非           | 併     | 不可     | |                                                       |  |
| oz       | トロイオンス                 | ounce                    | 質量                                         | 特           | 非     | 不可     | 金貨の質量の計量に限る。他の記号は、oz tr,oz t, ozt                                                                      | #異なる計量単位の同一の単位記号を参照                 |  |
| oz       | オンス                       | ounce                    | 質量                                         | ヤ           | 非     | 不可     | トロイオンスとは異なる。                                                                                                 | #異なる計量単位の同一の単位記号を参照                 |  |
| Oe       | エルステッド                 | oersted                  | 磁界の強さ                                   | 非           | 非     |          | 1997年9月末に廃止 |                                                       |  |
| p        | ピコ                         | pico                     | ---                                          |              |        | ---      | SI接頭語 |                                                       |  |
| pc       | パーセク                     | parsec                   | 長さ                                         | 非           | 非     | 可       | SI(1970,1973,1977)ではSI併用単位(実験的に得られる)であった。                                                             |                                                       |  |
| ph       | フォト                       | phot                     | 照度                                         | 非           | 非     |          | SI(1970),p.16 |                                                       |  |
| pH       | ピーエッチ                   | pH                       | 濃度                                         |              | 非     | 不可     | |                                                       |  |
| pt       | 点                           | compass point            | 角度                                         | 特           | 非     | 不可     | 航海または航空に係る角度の計量に限る。                                                                                   |                                                       |  |
| ppb      | 質量十億分率                 | parts-per-billion        | 濃度                                         |              | 非     | 不可     | 体積十億分率の単位記号でもある。                                                                                         |                                                       |  |
| ppm      | 質量百万分率                 | parts-per-million        | 濃度                                         |              | 非     | 不可     | 体積百万分率の単位記号でもある。                                                                                         |                                                       |  |
| ppq      | 質量千兆分率                 | parts-per-quadrillion    | 濃度                                         |              | 非     | 不可     | 体積千兆分率の単位記号でもある。                                                                                         |                                                       |  |
| ppt      | 質量一兆分率                 | parts-per-trillion       | 濃度                                         |              | 非     | 不可     | 体積一兆分率の単位記号でもある。                                                                                         |                                                       |  |
| P        | ペタ                         | peta                     | ---                                          |              |        | ---      | SI接頭語 |                                                       |  |
| P        | ポアズ                       | poise                    | 粘度                                         |              | 非     | 可       | |                                                       |  |
| Pa       | パスカル                     | pascal                   | 圧力、応力                                   |              |        | 可       | |                                                       |  |
| PS       | 仏馬力                       | horse power              | 工率                                         | 仏           | 非     | 不可     | |                                                       |  |
| q        | クエクト                     | quecto                   | ---                                          |              |        | ---      | SI接頭語 |                                                       |  |
| Q        | クエタ                       | quetta                   | ---                                          |              |        | ---      | SI接頭語 |                                                       |  |
| r        | ロント                       | ronto                    | ---                                          |              |        | ---      | SI接頭語 |                                                       |  |
| rad      | ラド                         | rad                      | 吸収線量                                     |              | 非     | 可       | ラジアンの記号(rad)と紛らわしい場合には代わりに rd を使うことができた（SI(1991),p.80）。計量単位規則にはこの規定はない。 |                                                       |  |
| rad      | ラジアン                     | radian                   | 平面角                                       |              |        | 可       | |                                                       |  |
| rd       | ラド                         | rad                      | 吸収線量                                     | 非           | 非     | 可       | radがラジアンの記号(rad)と紛らわしい場合の代わりの記号（SI(1991),p.80）                                                  | 計量単位規則には rd の記号はない。                    |  |
| rem      | レム                         | rem                      | 線量当量                                     |              | 非     | 可       | |                                                       |  |
| rph      | 回毎時                       | rotations per hour       | 回転速度                                     |              | 非     | 不可     | r/hの記号も認められている。                                                                                              |                                                       |  |
| rpm      | 回毎分                       | rotations per minute     | 回転速度                                     |              | 非     | 不可     | r/minの記号も認められている。                                                                                            |                                                       |  |
| R        | ロナ                         | ronna                    | ---                                          |              |        | ---      | SI接頭語 |                                                       |  |
| R        | レントゲン                   | röntgen                  | 照射線量                                     |              | 非     | 可       | |                                                       |  |
| s        | 秒                           | second                   | 時間                                         |              |        | 可       | |                                                       |  |
| sb       | スチルブ                     | stilb                    | 輝度                                         | 非           | 非     |          | SI(1970),p.16 |                                                       |  |
| sr       | ステラジアン                 | steradian                | 立体角                                       |              |        | 可       | |                                                       |  |
| st       | ステール                     | stere                    | 体積                                         | 非           | 非     |          | SI(1970),p.16 |                                                       |  |
| S        | ジーメンス                   | siemens                  | コンダクタンス                               |              |        | 可       | |                                                       |  |
| St       | ストークス                   | stokes                   | 動粘度                                       |              | 非     | 可       | |                                                       |  |
| Sv       | シーベルト                   | sievert                  | 線量当量                                     |              |        | 可       | |                                                       |  |
| t        | トン                         | tonne                    | 質量                                         |              | 併     | 可       | |                                                       |  |
| tex      | テクス                       | tex                      | 繊度                                         | 省           | 非     | 不可     | |                                                       |  |
| tf       | 重量トン                     | ton-force                | 力                                           | 非           | 非     | 可       | 1999年9月末に廃止 |                                                       |  |
| T        | テラ                         | tera                     | ---                                          |              |        | ---      | SI接頭語 |                                                       |  |
| T        | テスラ                       | tesla                    | 磁束密度                                     |              |        | 可       | |                                                       |  |
| T        | トン                         | tonnage                  | 体積                                         | 特           | 非     | 不可     | 船舶の体積の計量に限る。                                                                                                 |                                                       |  |
| Torr     | トル                         | torr                     | 圧力                                         | 特           | 非     | 不可     | 生体内の圧力の計量に限る。                                                                                               | 別にmTorr(ミリトル)、µTorr(マイクロトル)がある。      |  |
| u        | 統一原子質量単位             | unified atomic mass unit | 質量                                         | 非           | 非     | 可       | Da(ダルトン)の別称であるが、SI併用単位ではない。                                                                         |                                                       |  |
| ua       | 天文単位                     | astronomical unit        | 長さ                                         | 非           | 非     | 不明     | SI(1998),p.106 | SI(1970)では UA、2012年以降の記号はau                 |  |
| var      | バール                       | volt-ampere reactive     | 無効電力                                     |              | 非     | 可       | |                                                       |  |
| vol％    | 体積百分率                   |                          | 濃度                                         |              | 非     | 不可     | もう一つの記号は％。 |                                                       |  |
| vol‰     | 体積千分率                   |                          | 濃度                                         |              | 非     | 不可     | もう一つの記号は‰。 |                                                       |  |
| volppb   | 体積十億分率                 |                          | 濃度                                         |              | 非     | 不可     | もう一つの記号はppb。 |                                                       |  |
| volppm   | 体積百万分率                 |                          | 濃度                                         |              | 非     | 不可     | もう一つの記号はppm。 |                                                       |  |
| volppq   | 体積千兆分率                 |                          | 濃度                                         |              | 非     | 不可     | もう一つの記号はppq。 |                                                       |  |
| volppt   | 体積一兆分率                 |                          | 濃度                                         |              | 非     | 不可     | もう一つの記号はppt。 |                                                       |  |
| V        | ボルト                       | volt                     | 電圧、起電力                                 |              |        | 可       | SIでの量は電位差 |                                                       |  |
| W        | ワット                       | watt                     | 工率、電力、音響パワー                       |              |        | 可       | SIでの量は仕事率、放射束                                                                                                 |                                                       |  |
| Wb       | ウェーバ                     | weber                    | 磁束                                         |              |        | 可       | |                                                       |  |
| xu       | X線単位                      | X unit                   | 長さ                                         | 非           | 非     | 不明     | |                                                       |  |
| y        | ヨクト                       | yocto                    | ---                                          |              |        | ---      | SI接頭語 |                                                       |  |
| yd       | ヤード                       | yard                     | 長さ                                         | ヤ           | 非     | 不可     | |                                                       |  |
| Y        | ヨタ                         | yotta                    | ---                                          |              |        | ---      | SI接頭語 |                                                       |  |
| z        | ゼプト                       | zepto                    | ---                                          |              |        | ---      | SI接頭語 |                                                       |  |
| Z        | ゼタ                         | zetta                    | ---                                          |              |        | ---      | SI接頭語 |                                                       |  |
| γ        | ガンマ                       | gamma                    | 質量                                         | 非           | 非     | 不明     | SI(1970),p.16 |                                                       |  |
| γ        | ガンマ                       | gamma                    | 磁束密度                                     | 非           | 非     | 不明     | 1997年9月末に廃止 |                                                       |  |
| λ        | ラムダ                       | lambda                   | 体積                                         | 非           | 非     | 不明     | SI(1970),p.16 |                                                       |  |
| µ        | マイクロ                     | micro                    | ---                                          |              |        | ---      | SI接頭語 |                                                       |  |
| µ        | ミクロン                     | micron                   | 長さ                                         | 非           | 非     | 不可     | 1997年9月末に廃止 | 別にmµがあった。                                      |  |
| µTorr    | マイクロトル                 | microtorr                | 圧力                                         | 特           | 非     | 不可     | 生体内の圧力の計量に限る。                                                                                               | 別にTorr(トル)、mTorr(ミリトル)がある。               |  |
| Ω        | オーム                       | ohm                      | 電気抵抗、インピーダンス                     |              |        | 可       | |                                                       |  |
|          |                              |                          |                                              |              |        |          | |                                                       |  |
|          |                              |                          |                                              |              |        |          | |                                                       |  |